# Gallus Kalb
Gallus Vischer genannt Kalb war ein Benediktiner und Abt der Reichenau (1519).

## Leben
Nach dem Tod von Abt Georg Fischer (Piscatoris) wählte der Konvent 1519 den bisherigen Subprior Gallus Kalb aus Biberach zum Abt. Gallus Kalb war zuvor ein ehemaliger Zwiefaltener Konventuale. Altabt Markus von Knöringen bestritt jedoch die Wahl (votum passivum) des Nichtadligen und erreichte eine Resignation von Kalb. Mit Hilfe der österreichischen Obrigkeit kam es 1521/22 zu einer Abtsernennung Von Knöringen durch Karl V., der als Erzherzog von Österreich Kastenvogt des Klosters war und Einsetzung nach Präsentation bei Papst Clemens VII. zur Einsetzung ab 1523.